# Manuel Salvador Dávila
Manuel Salvador Dávila (Granada, 1924 - Managua, 2014) fue un compositor, arreglista y músico nicaragüense reconocido como el creador de los arreglos musicales de los diez cantos de la Misa Popular Nicaragüense gestada a finales de los años 60 del siglo XX en la Parroquia "San Pablo Apóstol" de la ciudad de Managua por el sacerdote español José de la Jara, fundador de la Comunidad Cristiana "San Pablo Apóstol".

## Reseña biográfica
Nació en Granada, hijo de doña Rosa Amelia Dávila. Desde muy niño comenzó a visitar al Padre Romero, párroco de la iglesia La Merced, y el sacristán fue quien descubrió su talento innato para la composición musical. A la edad de 9 años compuso cantos a la "Congregación Hijas de María" de su ciudad natal.
A finales de los años 40 del siglo XX, su madre se trasladó a vivir a la ciudad de Managua en busca de mejores oportunidades. Sobre su llegada a la Capital, recordaba:
"Cuando vine aquí (a Managua), en 1947, conocí una comunidad que se llamaba San Pablo Apóstol, y el guía espiritual era el sacerdote español José de la Jara. Ya se había formado la comunidad cristiana de base. Crecimos en la comunidad arreglando cantos cristianos que levantaron la participación de los colonos de la 14 de Septiembre."
Aprendió el oficio de zapatero con su padre de crianza, quien era un campesino. Su principal oficio fue la albañilería llegando a ser maestro de obras pero por vocación se desempeñó como maestro de composición y música
Durante los últimos 22 años de su vida, se había convertido en evangélico. Siempre vivió como un hombre entregado a la palabra de Dios y a la obra de Jesucristo, al que dedicó sus canciones. Durante su vida compuso unos 200 cantos.
"Yo no pido nada, solamente que se me reconozca mi autoría en la música de la Misa Popular Nicaragüense. Yo soy quien soy, nada más sólo para Dios soy y seré de él."
Sufriendo de enfermedades crónicas, falleció a causa de enfisema pulmonar a la edad de 90 años, un viernes 10 de octubre de 2014 en su hogar ubicado en Managua.

## Reconocimiento
Considerado un baluarte de la música nicaragüense, el sábado 27 de noviembre de 2010, en la Casa Comunal de la colonia Nicarao se le tributó un homenaje organizado por la Escuela de Marimba, Guitarra, Piano y Artes Pláticas Camilo Zapata (dirigida por Denis Bolaños) en dicho acto se le entregó un "'Diploma de Reconocimiento por considerársele autor de los arreglos musicales de los cantos religiosos de la Misa Popular Nicaragüense.